# Пуапьян
Пуапьян (博餅／跋餅, хокло poa̍h-piáⁿ, севернокит. bóbǐng) — традиционная игра в кости у народа хокло, распространённая в Фуцзяни (Китай) и на Тайване, в особенности в городе Сямынь (Амой). Обычно играется во время Праздника середины осени.

## Название
Слово пуапьян на хокло буквально означает «игра на лунные пряники». Также её называют «Игра на пряник учёного» (博狀元餅 po̍ah-chiōng-gôan-piáⁿ; «Учёный» 狀元 chiōng-gôan — первое место в игре) или «Игра на середину осени» (博中秋 Poa̍h-tiong-chhiu).

## История
По легенде, игру изобрёл Коксинъя, антиманчжурский полководец и национальный герой хокло. Утверждается, что игра распространилась среди его солдат, расположенных в Амое и готовившихся к осаде голландского форта Зеландия на Тайване. По более обоснованной версии, пуапьян происходит от более поздней игры в «Жребий учёного» (狀元籌). Ранние упоминания об игре в пуапьян в районе Сямыня относятся в основном к концу маньчжурской династии (конец XIX — начало XX века).
На Тайване в годы военного положения (1949—1987 годы) азартные игры были строго запрещены, из-за чего игра была постепенно забыта. В последние десятилетия она стала возрождаться в некоторых местах — например, на острове Куэмой (Цзиньмынь) возле Сямыня пуапьян проводится как аттракцион для туристов.

## Правила
Для игры используются шесть игральных костей и глубокая пиала. Каждый игрок бросает кости и выигрывает приз в зависимости от выпавшей комбинации. Если хотя бы одна кость падает мимо пиалы, бросок считается недействительным. Традиционно призами служат 63 лунных пряника: 32 маленьких, 16 более крупных, и так далее до единственного самого большого. Названия для призовых мест взяты из рангов старого императорского экзамена.
Если нескольким игрокам выпали комбинации для первого места, смотрят на их старшинство. Лучшие комбинации называют «Учёный с золотым цветком» (狀元插金花 chiōng-gôan chhah kim-hoa) — в разных версиях игры ими считают шесть одинаковых граней (особенно ), либо комбинацию из четырёх  и двух . В канонических версиях игры комбинация лак пок 六卜, то есть шесть любых одинаковых граней, кроме , даёт игроку право выбрать любой приз вслепую, а получивший комбинацию лак хон 六紅 (шесть , иногда также шесть ) забирает все призы (включая уже разыгранные). Ныне эти правила используются всё реже и реже, чтобы дать всем игрокам получить призы.
| место | название         | призов | комбинация                        | комбинация | комбинация         |
| ----- | ---------------- | ------ | --------------------------------- | ---------- | ------------------ |
| 1-е   | 狀元 chiōng-gôan | 1      | 六紅 la̍k-hông 滿堂紅 móa-tn̂g-hông |            | шесть четвёрок     |
| 1-е   | 狀元 chiōng-gôan | 1      | 六卜 la̍k-pok                      |            | шесть одинаковых   |
| 1-е   | 狀元 chiōng-gôan | 1      | 五紅 gǒ͘-hông 五王 gǒ͘-ông          |            | пять четвёрок      |
| 1-е   | 狀元 chiōng-gôan | 1      | 五子 gǒ͘-chí                       |            | пять одинаковых    |
| 1-е   | 狀元 chiōng-gôan | 1      | 四紅 sì-hông                      |            | четыре четвёрки    |
| 2-е   | 榜眼 póng-gán    | 2      | 對堂 tùi-tn̂g                      |            | все грани по одной |
| 3-е   | 探花 thàm-hoa    | 4      | 三紅 sam-hông                     |            | три четвёрки       |
| 4-е   | 進士 chìn-sǐ     | 8      | 四進 sì-chìn                      |            | четыре одинаковых  |
| 5-е   | 舉人 kú-jîn      | 16     | 二舉 jī-kú                        |            | две четвёрки       |
| 6-е   | 秀才 siù-châi    | 32     | 一秀 it-siù                       |            | одна четвёрка      |